# ذا كانونبول رن
ذا كانونبول رن (بالإنجليزية: The Cannonball Run)‏ هو فيلم كوميدي أمريكي تم إنتاجه في سنة 1981 وقد كان من بطولة بيرت رينولدز وروجر مور ودوم دي لويس وفرح فاوست ومن إخراج هال نيدهام ومن إنتاج شركة أورنج غولدن سكاي هارفست الهونغ كونغية وتوزيع شركة تونتيث سينتشوري فوكس، وعد هذا الفيلم من انجح أفلام سنة 1981 في المبيعات وتم إنتاج أجزاء أخرى له بعنوان كانونبول رن 2 في سنة 1984 و سبيد زون في سنة 1989.

## وصلات خارجية
- ذا كانونبول رن على موقع IMDb (الإنجليزية)
- ذا كانونبول رن على موقع ميتاكريتيك (الإنجليزية)
- ذا كانونبول رن على موقع روتن توميتوز (الإنجليزية)
- ذا كانونبول رن على موقع ألو سيني (الفرنسية)
- ذا كانونبول رن على موقع Turner Classic Movies (الإنجليزية)
- ذا كانونبول رن على موقع أول موفي (الإنجليزية)
- ذا كانونبول رن على موقع بوكس أوفيس موجو (الإنجليزية)
- ذا كانونبول رن على موقع فيلمافينيتي (الإسبانية)
- ذا كانونبول رن على موقع قاعدة بيانات الأفلام السويدية (السويدية)
- ذا كانونبول رن على موقع قاعدة بيانات الفيلم (الإنجليزية)
- ذا كانونبول رن على قاعدة بيانات الأفلام على الإنترنت